# Бакеєво (Бєлорєцький район)
Баке́єво (рос. Бакеево, башк. Баҡый) — село у складі Бєлорєцького району Башкортостану, Росія. Входить до складу Зігазинської сільської ради.
До 17 грудня 2004 року село було центром окремої Бакеєвської сільради.
Населення — 73 особи (2010; 125 в 2002).
Національний склад:
- росіяни — 97%

## Галерея

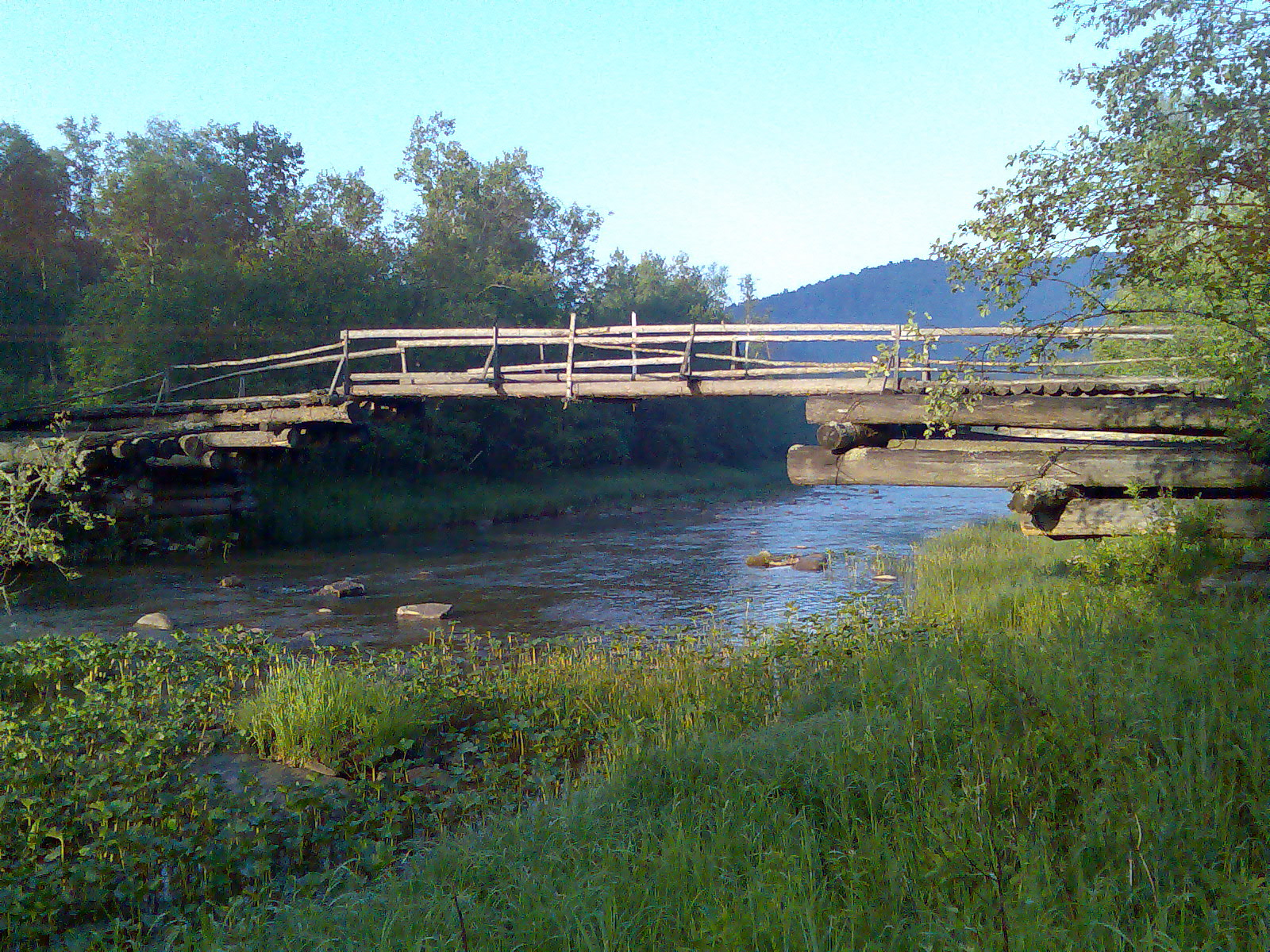
Пішохідний місток
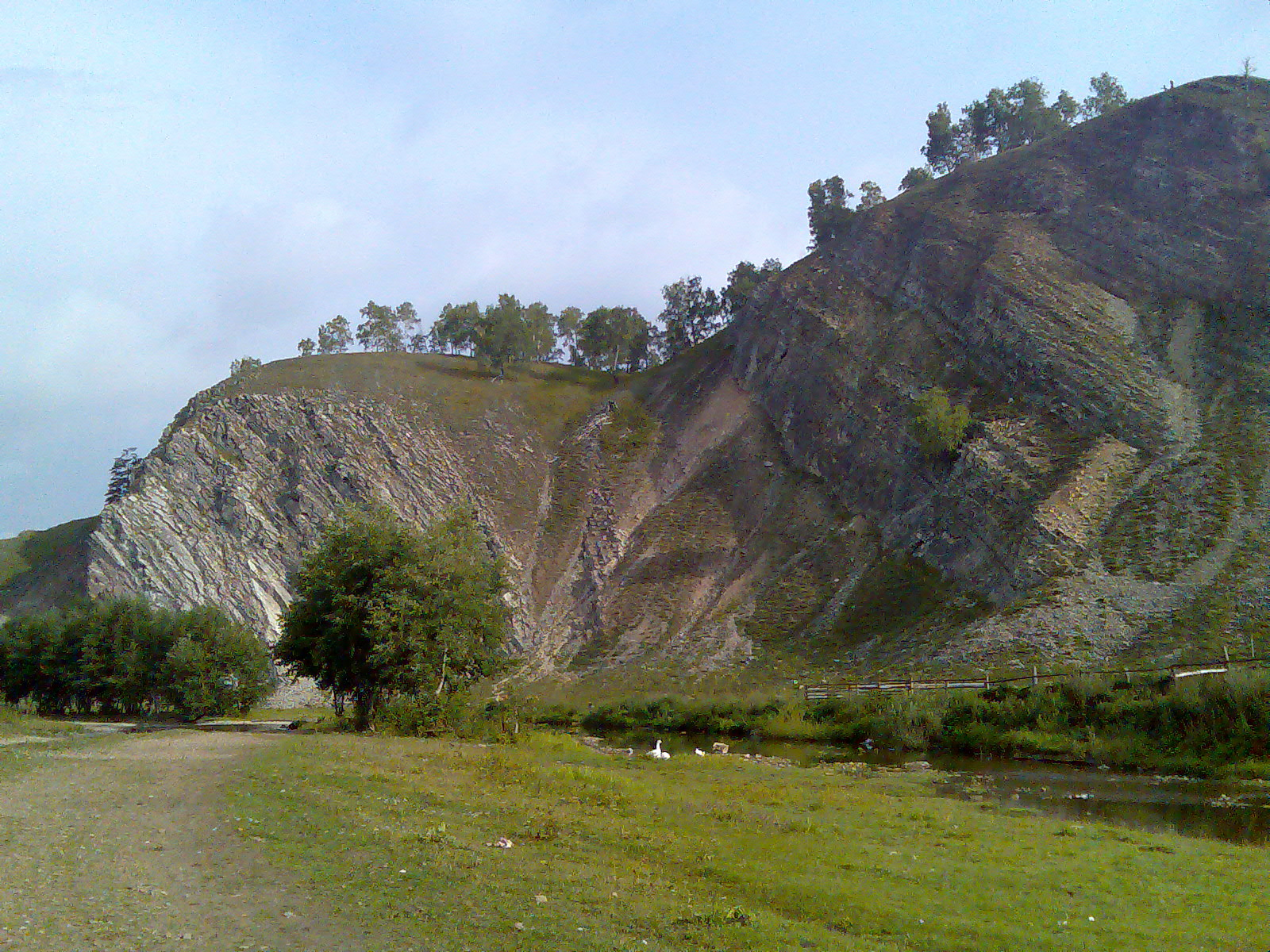
Скелі в селі
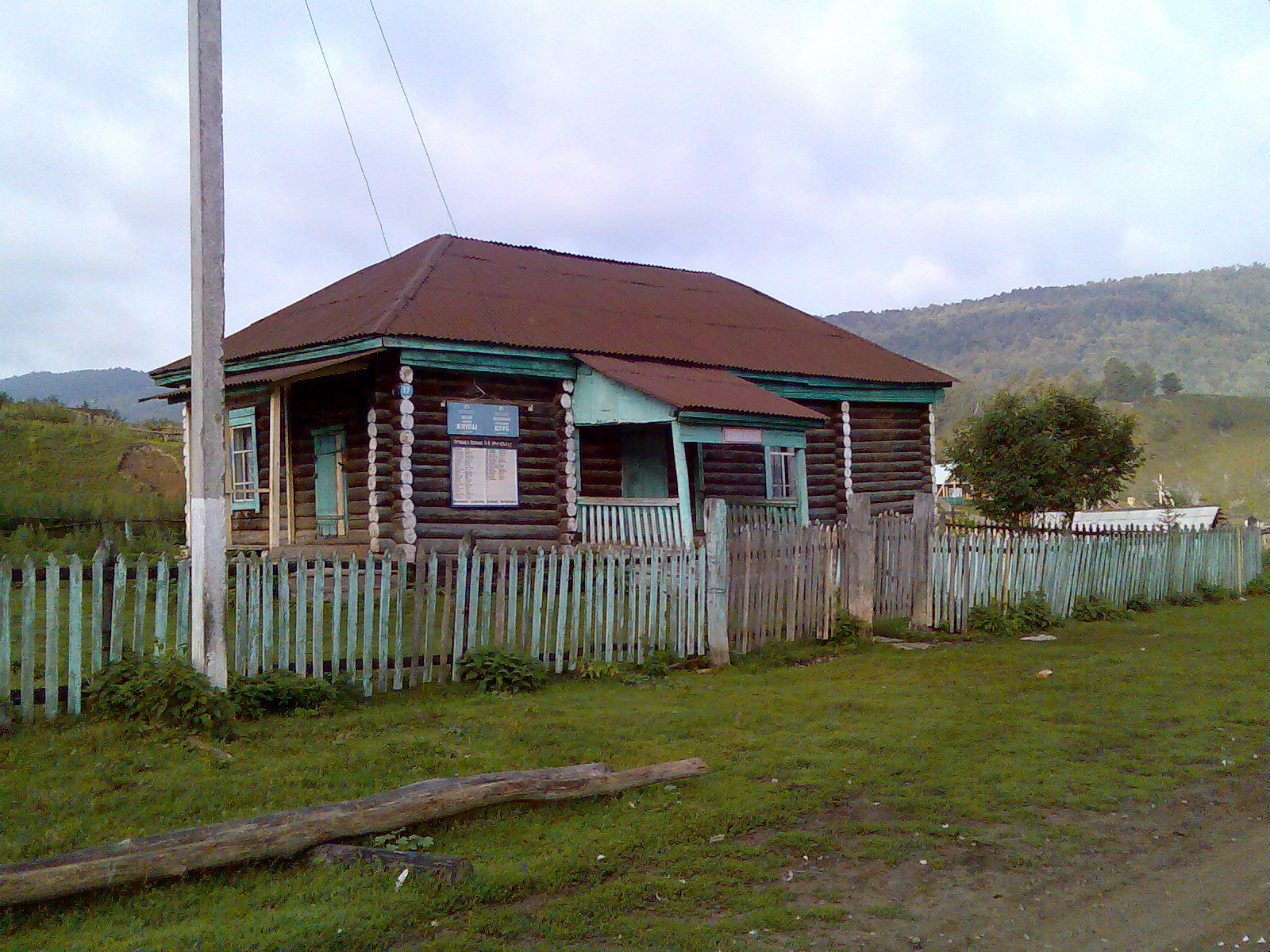
Сільський клуб